# Kamień (jezioro na Pojezierzu Wałeckim)
Kamień – jezioro w woj. zachodniopomorskim, w powiecie wałeckim, w gminie Człopa, leżące na terenie Pojezierza Wałeckiego.

## Dane morfometryczne
Powierzchnia zwierciadła wody według różnych źródeł wynosi od 20,0 ha przez 22,9 ha do 38,25 ha.
Zwierciadło wody położone jest na wysokości 60,1 m n.p.m. lub 59,9 m n.p.m. Średnia głębokość jeziora wynosi 1,4 m, natomiast głębokość maksymalna 2,7 m.
Na podstawie badań przeprowadzonych w 1991 roku wody jeziora zaliczono do wód pozaklasowych.